# Ана Антониевич
Ана Антониевич (на сръбски: Ана Антонијевић) е сръбска волейболистка.

## Биография
Ана Антониевич е родена на 26 август 1987 г. в град Ужице, Социалистическа република Сърбия, Югославия (днес Сърбия).

## Състезателна кариера
Ана Антониевич е играла за волейболните клубове:
- Единство, Ужице (2001/02 – 2006/07)
- Волеро, Цюрих (2007/08 – 2007/08)
- Пощар 064, Белград (2008/09 – 2008/09)
- Расинг, Кан (2009/10 – 2013/14)
- Волеро, Цюрих, (2014/15 – 2015/16)
- Волей Алба, Блаж (2016/17 – 2016/17)
- Волеро, Цюрих (2017/18 - 2017/18)
- Фенербахче, Истанбул (2018/19 – 2018/19)
- Епиу Поми, Казалмаджоре (2019/20 – настояще)